# Blue Envoy
Блю Энвой (радужный код — англ. Blue Envoy, буквально синий вестник) — британский сверхдальнобойный зенитный ракетный комплекс, разрабатывавшийся в 1950-х годах. Близок по концепции к американскому CIM-10 Bomarc. Предназначался для защиты территории Великобритании от реактивных бомбардировщиков и крылатых ракет, но по ряду причин разработка не была доведена до конца.

## История
В конце 1940-х годов, для защиты территории Великобритании от воздушного нападения, был принят план противовоздушной обороны, называемый «Stage». План разделялся на две принципиальные стадии:
1. Stage 1 — обеспечение защиты баз V-бомбардировщиков — стратегических носителей ядерного оружия. План предусматривал сохранение Великобританией возможности нанести ответный ядерный удар даже в случае превентивной атаки противника.
2. Stage 2 — развёртывание глобальной системы противовоздушной обороны территории Великобритании: сначала крупных населенных центров, затем всех британских островов[1].

В рамках проекта предусматривалось разработать различные виды зенитных ракет для прикрытия стратегических объектов. Первая часть плана была реализована в 1950-х годов с принятием на вооружение ЗРК Королевских ВВС «Bloodhound» и армейского ЗРК «Thunderbird».
Эти ЗРК имели радиус действия до 80-100 километров и предназначались для объектовой ПВО, то есть для защиты сравнительно компактных военных баз. Для прикрытия всей территории Великобритании их потребовалось бы слишком много. Поэтому, для Stage-2 предполагалось разработать более дальнобойную ракету, радиусом действия до 300 километров. Ракета разрабатываемая по проекту OR.1140 должна была перехватывать бомбардировщики и крылатые ракеты, летящие со скоростью до 2 М.
В итоге, требования плана Stage-2 были сочтены завышенными, для осуществления его в рамках одной программы. Было принято решение о реализации второго этапа последовательно: в рамках плана Stage-1 1/2 развёртывалась новейшая система РЛС, обеспечивающая надёжное радиолокационное покрытие всей территории Великобритании, а в рамках Stage-1 3/4 — создавалась зенитная ракета (первоначально называлась Super Bloodhound).

## Конструкция
Получившая радужный код «Blue Envoy» ракета (беспилотный перехватчик) предназначалась для эффективного поражения самолётов и крылатых ракет на дистанции до 180—250 км. Она имела крыло двойной дельтавидной формы и приводилась в движение парой 18-дюймовых (452 мм) сверхзвуковых прямоточных воздушно-реактивных двигателей Bristol BRJ.811 (первоначально использовались BRJ.801) рассчитанных на скорость порядка 3 М. Для запуска ракеты предназначался комплект из четырёх стартовых твердотопливных ускорителей Borzoi.
Ракета должна была наводиться на цель по командам с земли, с отслеживанием её полёта системой радаров. При приближении к цели на дистанцию обнаружения, ракета должна была навестись точно на цель с помощью полуактивной радиолокационной ГСН (подсветка цели осуществлялась наземным радаром постоянного излучения Type 87 «Blue Anchor»)
Для поражения противника должна была использоваться тяжёлая осколочно-фугасная (стержневая) боевая часть. Также предполагалось в дальнейшем оснастить ракету ядерной боевой частью «Blue Cat» эквивалентом до 2-10 кт.

## Закрытие
Разработка проекта была прекращена по финансовым и техническим причинам в 1957 году, вскоре после выхода ракеты на лётные испытания. Тем не менее, опыт разработки не прошёл зря и ряд элементов — включая радар Type 87 «Blue Anchor» и прямоточные двигатели Bristol BRJ.811 — были успешно интегрированы в модернизированную версию ракеты «Bloodhound», «Bloodhound Mk II», принятую на вооружение в 1964 году.